# Nikola Vlašić
Nikola Vlašić (Split, 4. listopada 1997.) hrvatski je nogometaš i nogometni reprezentativac koji igra na poziciji napadačkog veznog. Trenutačno igra za Torino.

## Klupska karijera
Igrao je u mlađim uzrasnim kategorijama Hajduka. Prvoj momčadi Hajduka priključuje se u lipnju 2014. godine. Za Hajduk je u službenim utakmicama debitirao 17. srpnja 2014. godine, sa samo 16 godina i 286 dana, u utakmici kvalifikacija za Europsku ligu protiv irskog predstavnika Dundalka (0:2). U istoj utakmici zabio je i prvi pogodak u seniorskoj konkurenciji te postao najmlađi strijelac Hajduka u europskim natjecanjima. Tijekom sezone 2014./2015. postao je standardan prvotimac Hajduka. U mnogim stranim medijima proglašivan je jednim od brojnih svjetskih mladih nada.
Dne 14. srpnja 2016. godine u utakmici pretkola Europske lige protiv rumunjskog Iașia Nikola je prvi put predvodio momčad Hajduka kao kapetan.
Dana 31. kolovoza 2017. godine, posljednjeg dana ljetnog prijelaznog roka, prelazi u engleski Everton, u rekordnom transferu Hajduka. Potpisao je petogodišnji ugovor. Everton ga je poslao na posudbu u moskovski CSKA koji je u lipnju 2019. godine otkupio za 15 milijuna eura njegov ugovor. Vlašić je potpisao petogodišnji ugovor. Hajduk je od iznosa dobio 1,5 milijuna eura. Godine 2020. za CSKA je u 28 odigranih utakmica ostvario učinak od 13 zgoditaka i 8 asistencija, te je u izboru Sport Expressa izabran za najboljeg igrača godine u Rusiji.

## Reprezentativna karijera
Vlašić je nastupao za sve omladinske uzraste hrvatske reprezentacije. Dana 28. svibnja 2017. godine, debitirao je za seniorski sastav u prijateljskoj utakmici protiv Meksika. Dana 6. rujna 2019. godine, Vlašić je postigao prvi pogodak za Hrvatsku u pobjedi (4:0) protiv Slovačke.
Dana 9. studenoga 2022. izbornik Zlatko Dalić uvrstio je Vlašića na popis igrača za Svjetsko prvenstvo 2022.

## Statistike
Statistika u Hajduku
| Natjecanje        | Nastupi | Zgoditci |
| ----------------- | ------- | -------- |
| Prvenstvo         | 120     | 13       |
| Kup               | 9       | 0        |
| Superkup          | 0       | 0        |
| Međunarodne       | 25      | 2        |
| Splitski podsavez | 0       | 0        |
| Ukupno            | 120     | 13       |
| Prijateljske      | 31      | 10       |
| Sveukupno         | 151     | 23       |

## Osobni život
Otac mu je Joško Vlašić koji je bio atletičar, desetobojac i osvajač zlatne medalje na Mediteranskim igrama u Casablanci, a sestra mu je atletičarka Blanka Vlašić.

## Priznanja

### Individualna
- 2024. Odlukom predsjednik Republike Hrvatske Zorana Milanovića odlikovan je Redom Danice hrvatske s likom Franje Bučara: "Za izniman uspjeh hrvatske nogometne reprezentacije, doprinos sportu i međunarodnom ugledu Republike Hrvatske te osvajanju 3. mjesta na 22. Svjetskom nogometnom prvenstvu u Državi Katru" [12]

### Reprezentativna
Hrvatska
- Svjetsko prvenstvo: 2022. (3. mjesto)[13]
- UEFA Liga nacija (2. mjesto): 2022./23.

## Vanjske poveznice
- Profil, Hrvatski nogometni savez
- Profil, Soccerway (engl.)
- Profil, Transfermarkt (engl.)